# Heinkel He 51
De Heinkel He 51 is een eenpersoonsvliegtuig (dubbeldekker) dat bij de Luftwaffe vloog tussen 1935 en 1942 en later in Spanje dienstdeed tot 1952. De He 51 werd ontwikkeld door Heinkel en het ontwerp was gebaseerd op de Heinkel He 37 en Heinkel He 49. Het was initieel ontwikkeld als jachtvliegtuig maar later werden twee varianten gebouwd: een watervliegtuig (B-2-variant) en een grondaanvalsvliegtuig/duikbommenwerper (C-1-variant).

## Achtergrond
Het prototype He 49a vloog voor de eerste keer in november 1932 en werd het eerste model van de He 51. Het werd in mei 1933 door de toen nog geheime Luftwaffe opgenomen, doch de eerste (grote) levering vond plaats in juli 1934. Het was de bedoeling dat de Heinkel He 51 de Arado Ar 65 en Arado Ar 68 zou vervangen maar ze zouden allen in actieve dienst, naast elkaar, blijven vliegen. Er werden 75 stuks van de He 51A-jachtvliegtuigen geproduceerd waarna het ontwerp veranderde in de B-2-verkenningsvliegboot. Van de B-2-variant werden er 80 gemaakt. Van de C-1-variant (grondaanvalsvliegtuig) werden er 79 geproduceerd.
Op 6 augustus 1936 werden zes Heinkel He 51-vliegtuigen door Adolf Hitler naar Generalissimo Francisco Franco en zijn nationalisten gestuurd, die vochten tegen de republikeinen tijdens de Spaanse Burgeroorlog. De vliegtuigleveringen aan Franco zouden nog verder worden uitgebreid. Toen Legioen Condor in november 1936 werd opgericht werden vier eskaders met He 51 aan dit Duitse vrijwilligerskorps toegewezen en ingezet in de gevechten. De He 51 bleek krachtiger te zijn dan de oudere dubbeldekkers van de republikeinen maar wanneer deze laatsten de laagdekkers Polikarpov I-15 en Polikarpov I-16 inzetten, bleek de Heinkel He 51 al snel te kort te schieten in snelheid. De He 51 werd in 1938 als jachtvliegtuig uit actieve dienst genomen en ingezet bij gronddoeloperaties en zijn opvolger werd de Messerschmitt Bf 109. De He 51 werd tijdens de Tweede Wereldoorlog nooit aan het front ingezet maar tot 1942 werd het nog als opleidingsvliegtuig binnen de Luftwaffe gebruikt. Na de Tweede Wereldoorlog werden de 46 overblijvende He 51-vliegtuigen, samen met 15 nieuw geproduceerde, ingezet tot 1952 als dienstvliegtuig in Spanje.

## Afbeeldingen

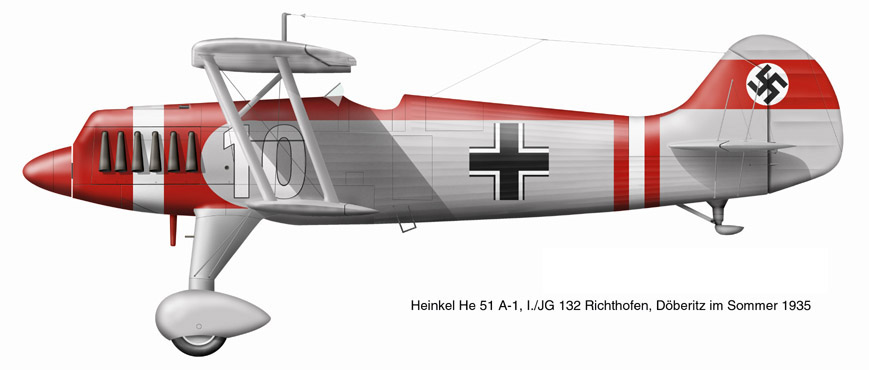
Heinkel He 51 A-1 in Döberitz, zomer 1935
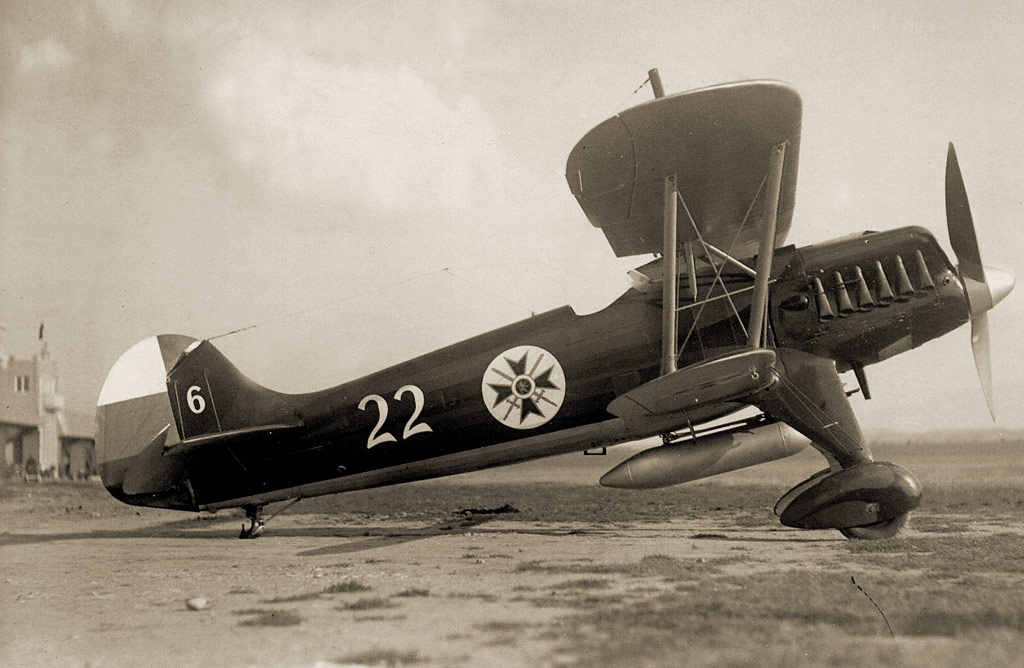
Heinkel He 51 B in Bulgaarse dienst
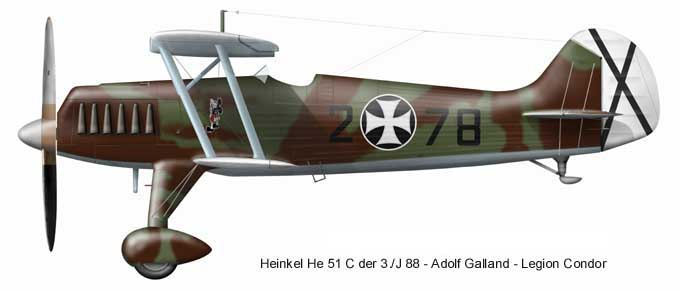
Heinkel He 51 C van de 3./J-88, Legion Condor, gevlogen door Adolf Galland